# Skulpturenpark Heidelberg

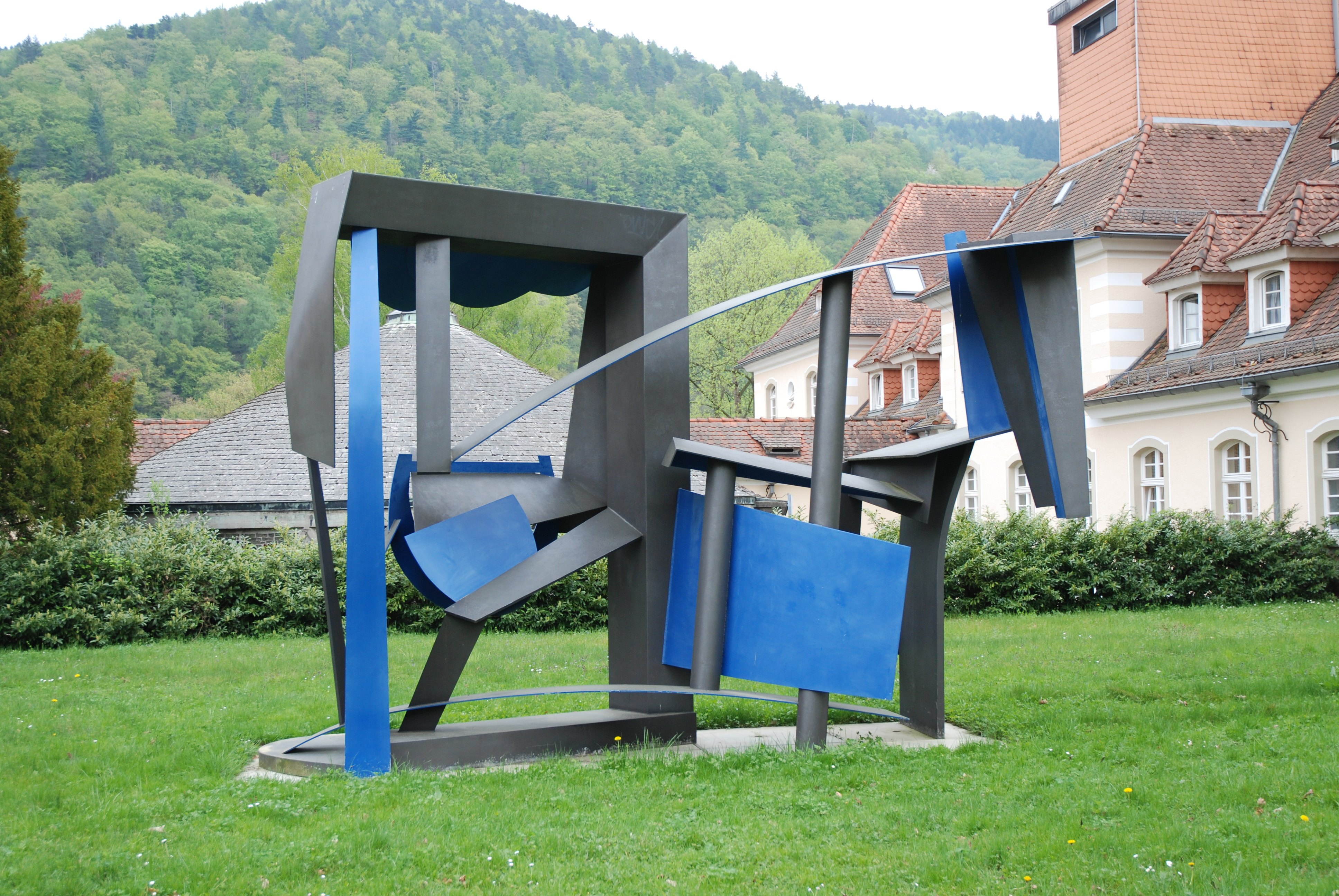
Das Fenster im Freien van Gisela von Bruchhausen

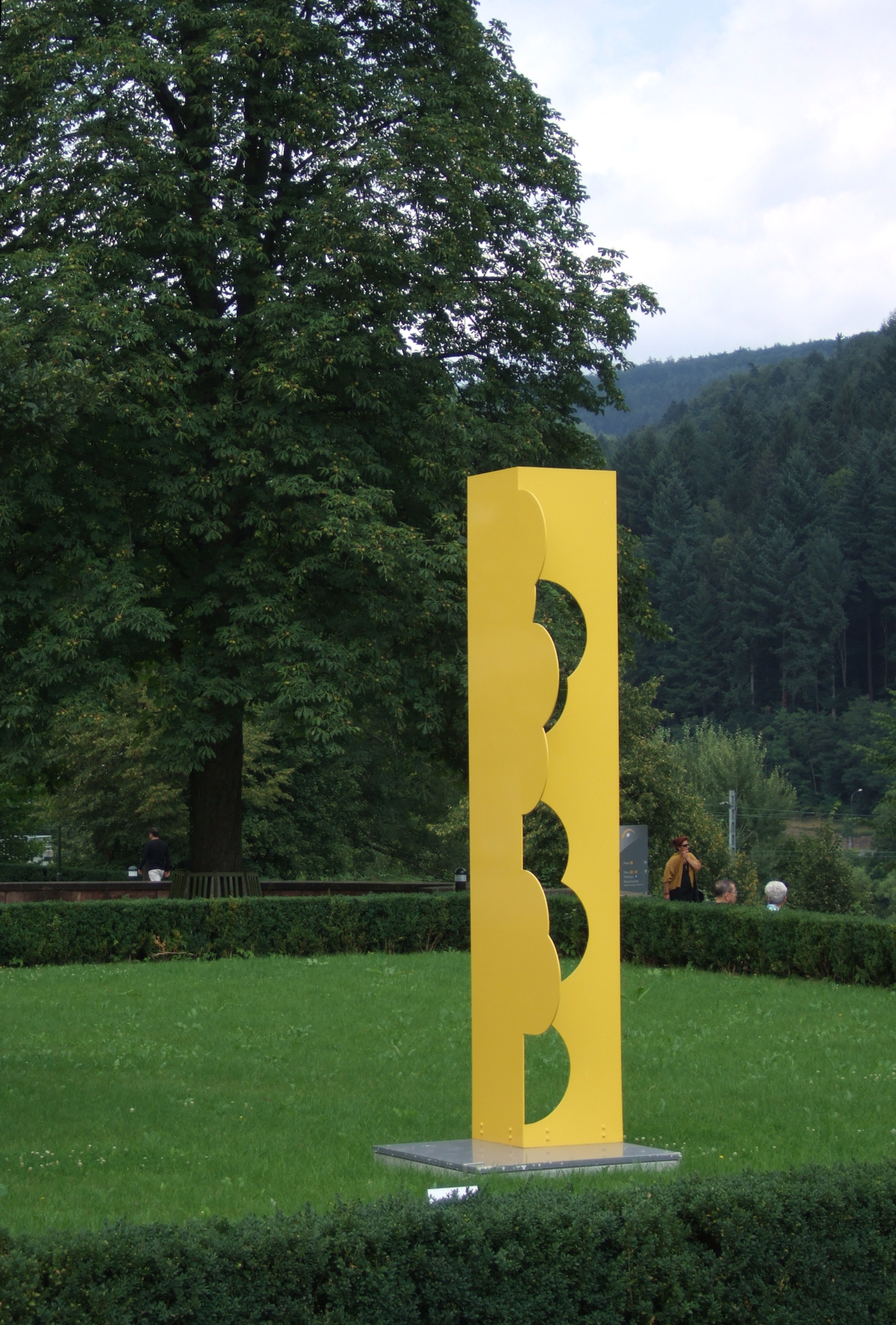
Gelbe Pliage C115 van Gottfried Honegger

Skulpturenpark Heidelberg is een beeldenpark in de Duitse stad Heidelberg.

## Beeldenpark
De beelden bevinden zich in de tuin en het landschapspark van de Orthopädischen Universitätsklinik Heidelberg aan de Schlierbacher Landstraße in Heidelberg-Schlierbach. Het beeldenpark is tot stand gekomen met hulp van een vereniging, die patiënten en bezoekers van het ziekenhuis in contact willen brengen met moderne en hedendaagse kunst van Duitse en internationale beeldhouwers. Enkele werken zijn aangekocht, andere zijn in bruikleen verkregen onder anderen van de Kunsthalle Mannheim, maar het merendeel der werken is door de kunstenaars in (langdurige) bruikleen afgestaan.

## Collectie
1. Solarica Y (1989) van Bernhard Heiliger (geplaatst in 1993)
2. Flügelsäule (1960) van Karl Hartung
3. Tisch (1994) van Klaus Duschat
4. Life is movement (1996) van Hans-Michael Kissel
5. Weg (1996) van Bernadette Hörder
6. 2 Zeichen (1991) van Gisela Weber
7. Ohne Titel (1997) van Hartmut Stielow
8. Figur (1993) van Hans Steinbrenner
9. Haus und durchbrochene Form (1995) van Werner Pokorny
10. Raumplastik I-UX 1 (1978) van Friedrich Gräsel
11. Tempel (1996) van Susanne Specht
12. 3 Stelen (2003) van Hannes Meinhard
13. Mu (1999) van Jochen Kitzbihler
14. Gelbe Pliage C115 (2001) van Gottfried Honegger
15. Hommage à Friedrich Schiller (1992) van Amadeo Gabino
16. Das Fenster im Freien (1990) van Gisela von Bruchhausen
17. Durchlaufende Kugel, 3 Phasen (1974/1991) van Klaus Horstmann-Czech
18. Spola (2007) van Herbert Mehler
19. Steinskulpturen ohne Titel (1957/1959) van Vera Scholz von Reitzenstein